# Slaget vid Konitz
Slaget vid Konitz var det sista riktiga fältslaget under Karl X Gustavs polska krig, mellan Sverige och Polen, som utspelade sig den 25 december 1656 nära staden Konitz i Polen.
I slutet av 1656 fick Rutger von Ascheberg reda på att det polska kavalleriet hade vinterkvarter utanför Konitz. Och beslutade sig för att gå till anfall. Sent på kvällen den 25 december 1656 nådde det svenska kavalleriet byarna utanför Konitz. Svenskarna täckte en bro med halm så fienden inte skulle höra ljudet av hovarna. Svenskarna tog sig snabbt över och anföll polackerna. Flera hus sattes i brand och urvakna polacker som staplade ut ur husen blev slaktade av svenskarna. När morgonen kom, hade den svenska styrkan dödat mer än 3 000 polacker och tagit 2.600 riddjur. En stund senare nådde den svenska huvudarmén området och inledde en beskjutning av Konitz. Efter Konitz kapitullation den 1 januari 1657 hade svenskarna nått sitt mål med att fånga den polska kungen i Gdansk. Som ett tecken på sin uppskattning gav kung Karl X Gustav Rutger von Ascheberg några värdefulla gods i Preussen samt smycken och en av kungens egna värjor.